# Cis convexus
Cis convexus es una especie de coleóptero de la familia Ciidae.

## Distribución geográfica
Habita en Caracas (Venezuela).